# Waianiwaniwa (rivière)
La rivière Waianiwaniwa  (en anglais : Waianiwaniwa River)est un cours d’eau de la région de Canterbury dans l’Île du Sud de la Nouvelle-Zélande.

## Géographie
Il a été dit que c’était l’une des plus belles rivières de la Nouvelle-Zélande
Sa source est située au pied des Alpes du Sud et c’est un affluent de la rivière Selwyn. La  Société de la ‘Central Plains Water’ est en train de rechercher l’approbation pour faire un barrage sur le cours de la rivière dans le cadre d’un projet d’une retenue pour l’ irrigation.  Le projet de  « Central Plains Water Enhancement Scheme » est contesté par les groupes écologistes tels que  « Fish and Game » et « Forest and Bird », et par la Malvern Hills Protection Society qui sont basées à cet endroit .

## Histoire
La vallée  appartient à l’origine à la famille ‘Deans’. Et ce secteur particulier appartient à l’une des filles de Deans, qui l'a vendu à la famille Hawke. Les Hawkes le détruisent en le transformant en un pays de prairies et plus accessoirement de production laitière. La maison construite par William A Hawke et Ernie Hawke siège toujours là. Le premier fermier à utiliser l’avion est Ernie Hawke sur sa propriété.